# کافه حقوق
کافه حقوق (انگلیسی: The Law Cafe) یک مجموعهٔ تلویزیونی کره جنوبی سال ۲۰۲۲ با بازی لی سونگ-گی و لی سه-یونگ است. این مجموعه از ۵ سپتامبر ۲۰۲۲، روزهای دوشنبه و سه‌شنبه ساعت ۲۲:۵۰ (کی‌اس‌تی) از کی‌بی‌اس۲ پخش شد.

## خلاصهٔ داستان
کافه حقوق داستان عشق بین کیم جونگ-هو (لی سونگ-گی) یک دادستان سابق که با عنوان «هیولای نابغه» شناخته می‌شود، و کیم یو-ری (لی سه-یونگ)، یک وکیل زیبا را روایت می‌کند.

## بازیگران

### اصلی
- لی سونگ-گی در نقش کیم جونگ-هو[۵]
- لی سه-یونگ در نقش کیم یو-ری[۵]

### مکمل
- کیم سول-گی در نقش هان سه-یون[۶]
- اوه دونگ-مین در نقش دو جین-کی[۷]

## انتشار
این مجموعه در ابتدا قرار بود که در ۲۹ اوت ۲۰۲۲ پخش شود اما پخش آن عقب افتاد و در ۵ سپتامبر پخش شد.